# Historia de los judíos en Canadá
Los judeo-canadienses (del inglés: Jewish Canadians), en hebreo: יהדות קנדה‎, también conocidos como canadienses judíos (en inglés: Canadian Jews), son ciudadanos canadienses de fe o etnia judía. Los judeo-canadienses son una parte de la gran diáspora judía y es una de las mayores comunidades judías del mundo. En Canadá vive la cuarta mayor comunidad judía, sólo superada por las comunidades judías de los Estados Unidos, Francia e Israel mismo. Una investigación demográfica general tiende a incluir a los judíos asquenazíes, que emigraron desde las comunidades de la diáspora asentadas previamente en Europa, en la categoría ampliamente definida como judeo-canadiense. Asimismo, Statistics Canada se refiere a los israelí-canadienses como un grupo distinto de origen separado de los judeo-canadienses. El número de canadienses de origen judío alcanza las 358 000 personas y representan alrededor del 1,1% de la población total de Canadá en 2006.
La comunidad judía de Canadá está formada predominantemente por judíos asquenazíesy por sus descendientes. Otras divisiones étnicas judías están también representadas, como los judíos sefardíes, los judíos mizrahi, y un cierto número de conversos.[cita requerida] La comunidad judeo-canadiense pone de manifiesto una amplia gama de tradiciones culturales judías, además de abarcar todo el espectro de la observancia religiosa judía. A pesar de ser una minoría pequeña, los judeo-canadienses han tenido una presencia abierta en el país desde la llegada de los primeros inmigrantes judíos, después de que los británicos se apoderasen de casi toda la Nueva Francia tras el Tratado de París de 1763, poniendo fin a la Guerra de los Siete Años.[cita requerida]

## Historia temprana (1760–1850)

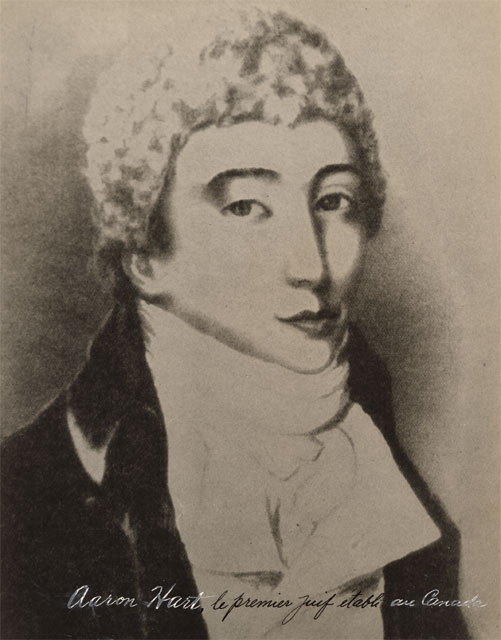
Aaron Hart (1724-1800), empresario inglés de origen judeo-alemán considerado como uno de los primeros judíos en llegar a América del Norte y padre fundador de la comunidad judía de Canadá.

Antes de 1760, oficialmente no había judíos en Nueva Francia porque, cuando el rey Luis XIV convirtió oficialmente a Canadá en una provincia del Reino de Francia en 1663, decretó que solo los católicos podían entrar en la colonia. Una excepción fue Esther Brandeau, una niña judía que llegó en 1738, disfrazada como un chico y se mantuvo durante un año antes de ser enviada de vuelta a Francia tras su negación a convertirse al catolicismo. La documentación más antigua posterior de los judíos en Canadá son los registros del Ejército británico de la Guerra Francesa e India, la parte norteamericana de la Guerra de los Siete Años. En 1760, el general Jeffrey Amherst, primer barón de Amherst, atacó y se apoderó de Montreal, ganando Canadá para los británicos. Algunos judíos eran miembros de sus regimientos, y entre su cuerpo de oficiales había cuatro judíos: Emmanuel de Cordova, Aaron Hart, Hananiel Garcia e Isaac Miramer.
El más destacado de los cuatro era el teniente Aaron Hart, quien después de que su servicio en el ejército hubiese terminado, se instaló en Trois-Rivières. Con el tiempo se convirtió en un terrateniente muy rico y un miembro respetado de la comunidad. Tuvo cuatro hijos, Moses, Benjamin, Ezekiel y Alexander, cada uno de los cuales ayudó a construir la comunidad judía de Montreal y se convirtió en un miembro prominente de la misma. Uno de sus hijos, Ezekiel Hart, fue elegido para la legislatura del Bajo Canadá en la elección parcial del 11 de abril de 1807, convirtiéndose en el primer judío que ocupase una oposición oficial en el Imperio británico. Cuando asumió el cargo, tomó el juramento sobre la Biblia hebrea y no sobre la Biblia cristiana. La población católica del Alto y el Bajo Canadá se indignó y Ezekiel fue expulsado de la legislatura. Sir James Henry Craig, Gobernador General del Bajo Canadá en ese momento, trató de proteger a Hart, pero la legislatura lo despidió, tanto en 1808 y 1809. Los franco-canadienses más tarde vieron esto como un intento de los ingleses de socavar su papel en Canadá. Ezekiel fue reelegido para la legislatura, pero a los judíos no se les permitió ocupar un cargo electo en Canadá hasta una generación más tarde.
Pronto una serie de revueltas y de protestas comenzó a exigir un gobierno responsable en Canadá. La ley que exige el juramento "en mi fe de cristiano" fue enmendada en 1829 para permitir a los judíos que no formulasen el juramento. En 1831, el destacado político franco-canadiense Louis-Joseph Papineau patrocinó una ley que concedió plenos derechos políticos equivalentes a judíos, 27 años antes que en ningún otro lugar del Imperio británico.
La mayoría de los primeros judeo-canadienses eran comerciantes de pieles o servían en las tropas del Ejército británico. Algunos eran comerciantes o terratenientes. Aunque la comunidad judía de Montreal era pequeña, pues apenas sumaba unos 200 miembros, se construyó la Sinagoga Española y Portuguesa de Montreal, Shearith Israel, la sinagoga más antigua de Canadá, en 1768. En 1832, en parte gracias a la labor de Ezekiel Hart, se aprobó una ley que garantizaba a los judíos los mismos derechos políticos y libertades que los cristianos. En la década de 1830, el alemán judío Samuel Liebshitz fundó Jewsburg (ahora incorporado como German Mills en Kitchener, Ontario), un pueblo en el Alto Canadá. En 1850, todavía había solamente 450 judíos viviendo en Canadá, en su mayoría concentrados en Montreal.
Según una fuente histórica, la primera sinagoga de Montreal fue fundada en 1777 en Notre Dame Street.
El primer judío conocido por haber residido en la ciudad de Quebec fue Abraham Jacob Franks, quien se estableció allí en 1767. Su hijo, David Salesby (o Salisbury) Franks, quien más tarde se convirtió en jefe de la comunidad judía de Montreal y un oficial en el Ejército Continental, también vivió en Quebec antes de 1774. Abraham Joseph, quien fue mucho tiempo una figura prominente en los asuntos públicos en Quebec, fijó su residencia allí poco después de la muerte de su padre en 1832. La población judía de la ciudad de Quebec desde hace muchos años se mantuvo muy pequeña, y los primeros esfuerzos de organización eran irregulares y de corta duración. Un cementerio fue adquirido en 1853, y un lugar de culto fue inaugurado en un salón en el mismo año, en que los servicios se llevaron a cabo de manera intermitente, pero no fue hasta 1892 que la población judía de la ciudad de Quebec había aumentado lo suficiente como para permitir el permanente establecimiento de la actual sinagoga, Beth Israel. A la congregación se le concedió el derecho de llevar un registro en 1897. Otras instituciones comunes eran la Asociación Hebrea de Beneficios para Enfermos de Quebec, la Asociación Hebrea de Beneficio de Quebec para Inmigrantes y la Asociación Sionista de Quebec. En 1805, la población judía era de 350 personas, en una población total de 68 834 habitantes.

## Crecimiento de la Comunidad Judeo-canadiense (1850–1939)

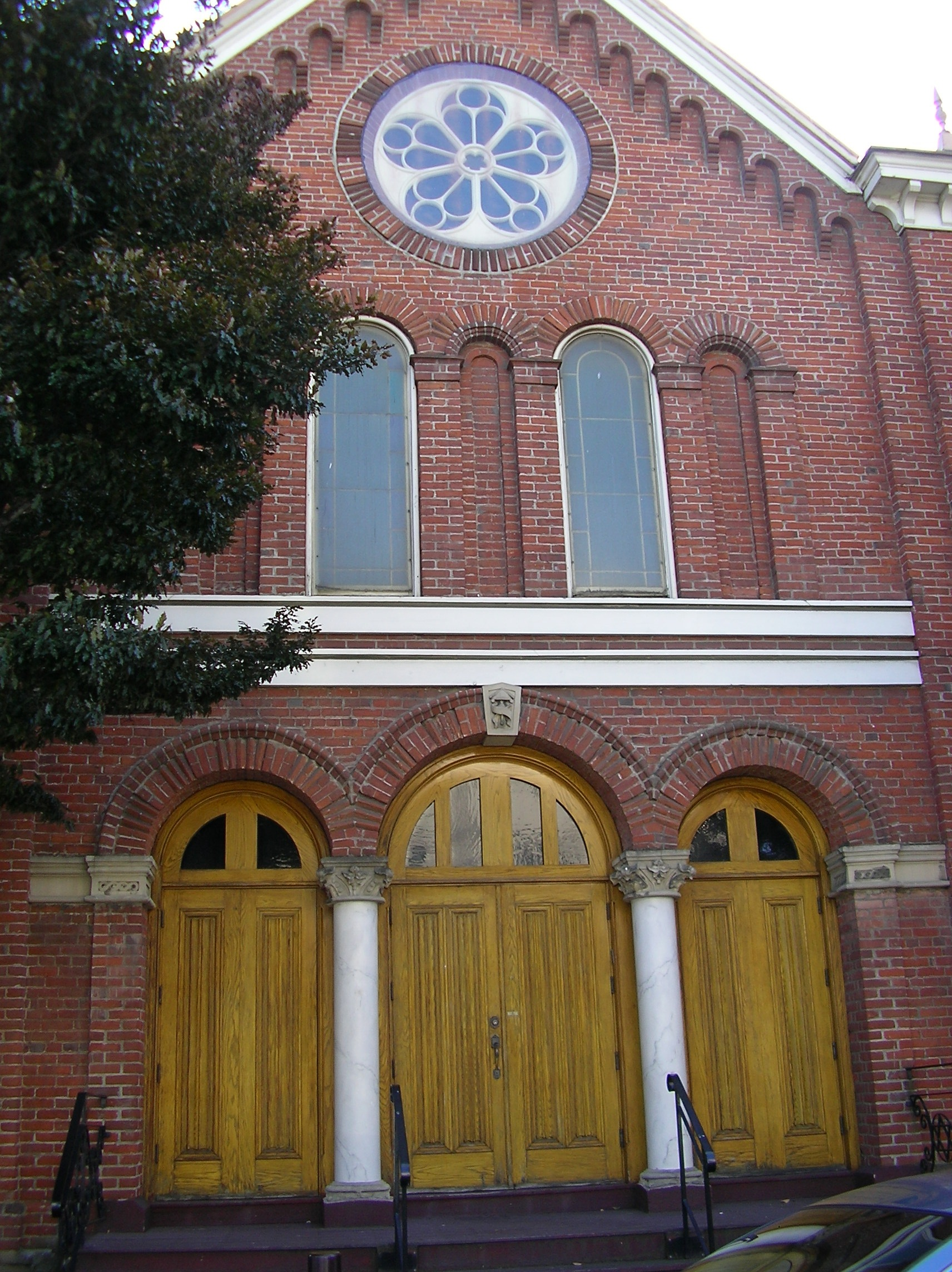
Sinagoga Congregación Emmanu-El (1863) en Victoria (Columbia Británica), la sinagoga más antigua aún en uso y la más antigua de la costa oeste de América del Norte.

Con el inicio de los pogromos de Rusia en la década de 1880, y continuando hasta el creciente antisemitismo del siglo XX, millones de judíos comenzaron a huir de la Zona de Residencia y otras zonas de Europa del Este hacia el Oeste. Aunque los Estados Unidos recibieron a la gran mayoría de estos inmigrantes, Canadá fue también un destino de elección debido a los esfuerzos del Gobierno de Canadá y la Canadian Pacific Railway para desarrollar Canadá después de la Confederación. Entre 1880 y 1930, la población judía de Canadá creció a más de 155 000 personas. En ese momento, según el censo de 1901 de Montreal, había solo 6 861 judíos residiendo en dicha ciudad.
Los inmigrantes judíos trajeron una tradición de crear un órgano común, llamado kehilá, para cuidar de las necesidades sociales y el bienestar de sus menos afortunados. Prácticamente todos estos refugiados judíos eran muy pobres. Los ricos filántropos judíos que habían venido a Canadá mucho antes, sentían que era su responsabilidad social para ayudar a sus compañeros judíos a establecerse en este nuevo país. Uno de esos hombres era Abraham de Sola, quien fundó la Sociedad Filantrópica Hebrea. En Montreal y Toronto, se desarrolló una amplia gama de organizaciones y grupos comunales. Los inmigrantes judíos recién llegados también fundaron Landsmenschaften, gremios de personas que vinieron originalmente de la misma aldea.
La mayoría de estos inmigrantes establecieron comunidades en las grandes ciudades. El primer censo de Canadá, registró que en 1871 había 1.115 judíos en Canadá, 409 en Montreal, 157 en Toronto, 131 en Hamilton y el resto se encontraba disperso en pequeñas comunidades a lo largo del río San Lorenzo. Hubo también una comunidad de alrededor de 100 personas que se estableció en Victoria, Columbia Británica, para abrir tiendas para abastecer a los buscadores durante la fiebre del oro de Cariboo (y más tarde la fiebre del oro de Klondike en el Yukón). Esto dio lugar a la apertura de una sinagoga en Victoria, Columbia Británica, en 1862. En 1875, B'nai Brith Canada se formó como una organización fraternal judía. Cuando Columbia Británica envió su delegación a Ottawa a un acuerdo sobre la entrada de la colonia en la confederación, un judío, Henry Nathan, Jr., estaba entre ellos. Nathan finalmente se convirtió en el primer miembro judío del Parlamento canadiense. Antes de 1911, había comunidades judías en todas las principales ciudades de Canadá.

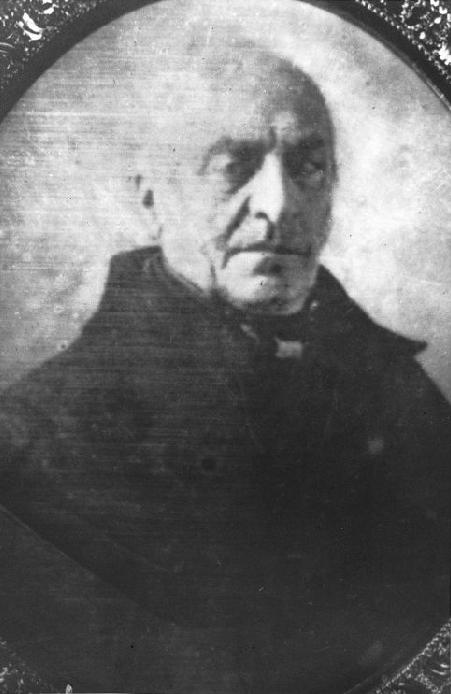
Benjamin Hart, hombre de negocios, oficial de milicia, y juez de paz, en 1855.
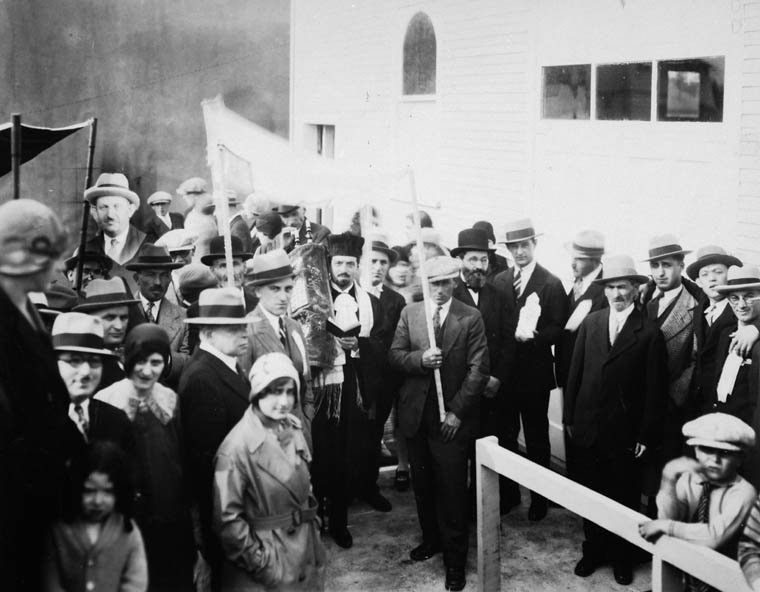
Dedicación de la nueva Sinagoga, Kirkland Lake, Ontario. Rabino Joseph Rabin llevando la Torá. 1 de septiembre de 1929.
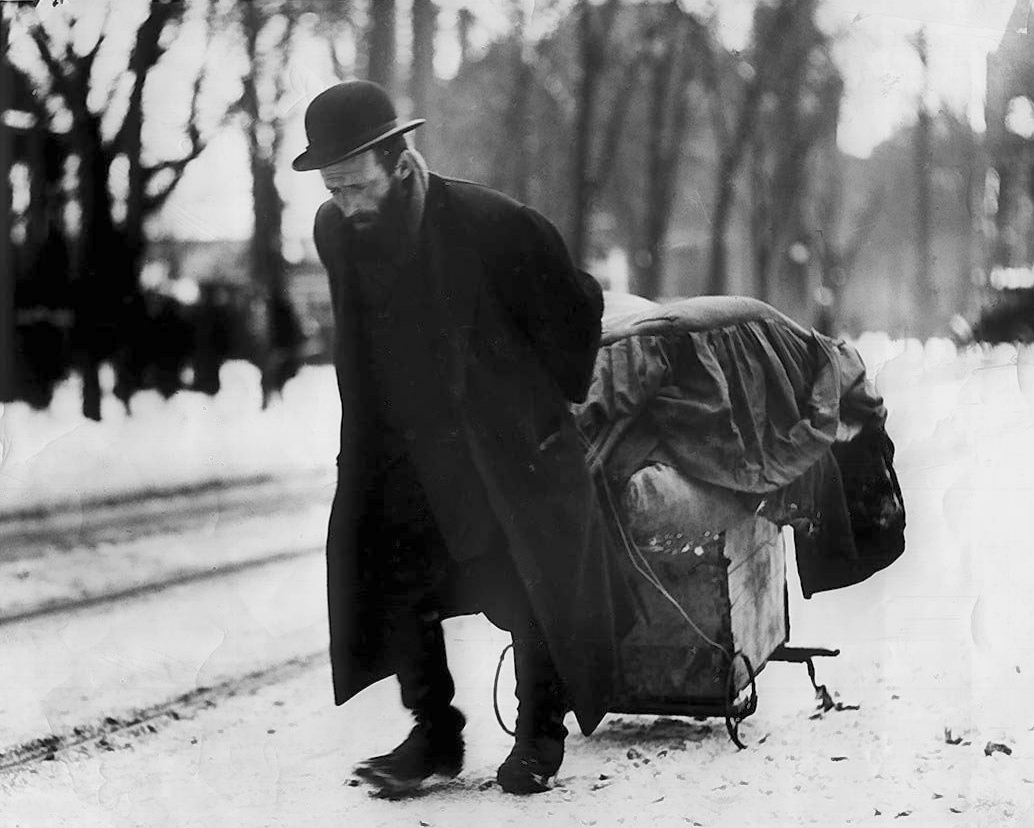
Recolector de trapos judío, Bloor Street West, Toronto, 1911.
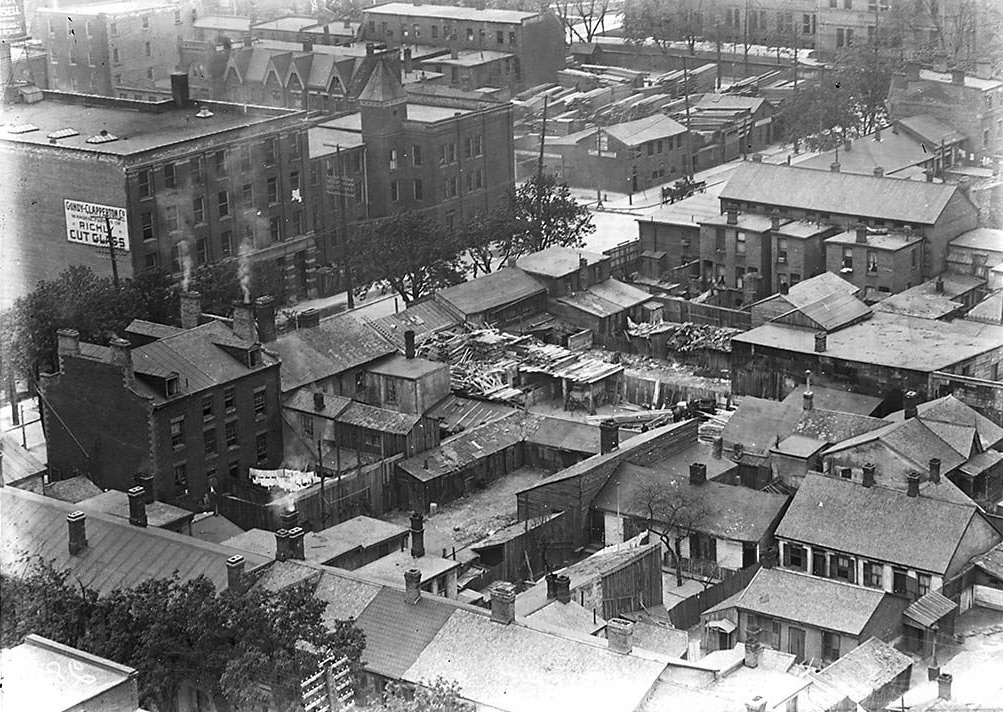
The Ward, Toronto, un barrio judío de Toronto, en 1910.

### Asentamiento judío en el Oeste

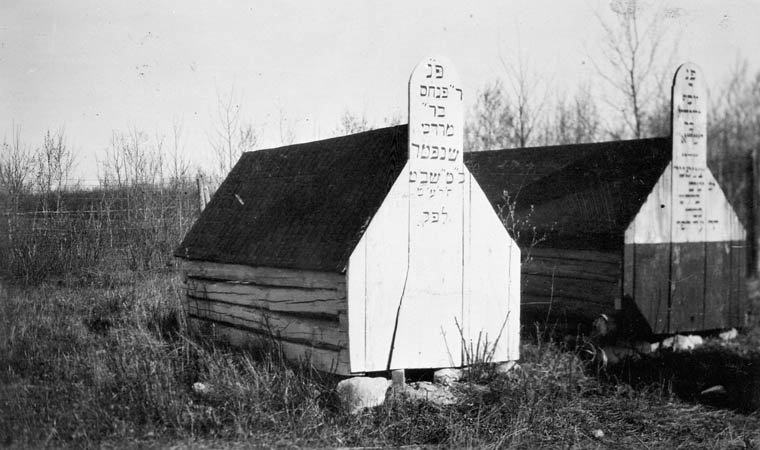
Sepulturas en el cementerio judío de la Colonia Lipton, Saskatchewan, 1916.

A finales de 1800 y principios de 1900, a través de esos movimientos utópicos como la Jewish Colonization Association, quince colonias agrícolas judías se establecieron en las praderas canadienses; Sin embargo, solo a algunas de estas colonias les fue muy bien. Esto fue en parte debido a que, a los judíos provenientes de Europa del Este no se les permitió obtener fincas propias en el Viejo Continente, y por lo tanto tenían poca experiencia en la agricultura. Un asentamiento al que le fue bien fue Yid'n Bridge, Saskatchewan, iniciada por agricultores de Sudáfrica. Finalmente, la comunidad se hizo más grande como los judíos de Sudáfrica, que habían ido a Sudáfrica desde Lituania invitaron a familias judías directamente de Europa a unirse a ellos, y el asentamiento finalmente se convirtió en un pueblo, cuyo nombre fue cambiado más adelante al nombre de Edenbridge. No obstante, el asentamiento agrícola judío no duró hasta la segunda generación. La Sinagoga Beth Israel en Edenbridge es ahora designada Lugar de Patrimonio. En Alberta, la Pequeña Sinagoga de la Pradera se encuentra ahora en la colección de un museo.
En ese momento, la mayoría de los judeo-canadienses en el oeste eran tenderos o comerciantes. Muchos abrieron tiendas en las nuevas líneas ferroviarias, vendiendo bienes y prestaciones a los trabajadores de la construcción, muchos de los cuales eran también judíos. Más tarde, debido al ferrocarril, algunas de estas haciendas se convirtieron en pueblos prósperos. En ese momento, los judeo-canadienses también tuvieron un papel importante en el desarrollo de la industria pesquera de la costa oeste, mientras que otros trabajaban en la construcción de líneas telegráficas. Algunos de ellos, descendientes de los primeros judeo-canadienses, se mantuvieron fieles a sus antepasados como cazadores de pieles. La primera gran organización judía en aparecer fue B'nai Brith. Hasta hoy B'nai Brith Canada es la defensa independiente de la comunidad y la organización de servicio social. También en este tiempo, la rama de Montreal del Círculo de los Trabajadores fue fundada en 1907. Este grupo era una rama del Jewish Labour Bund, un partido ilegal en la Zona de Residencia de Rusia.

### Crecimiento y organización de la comunidad

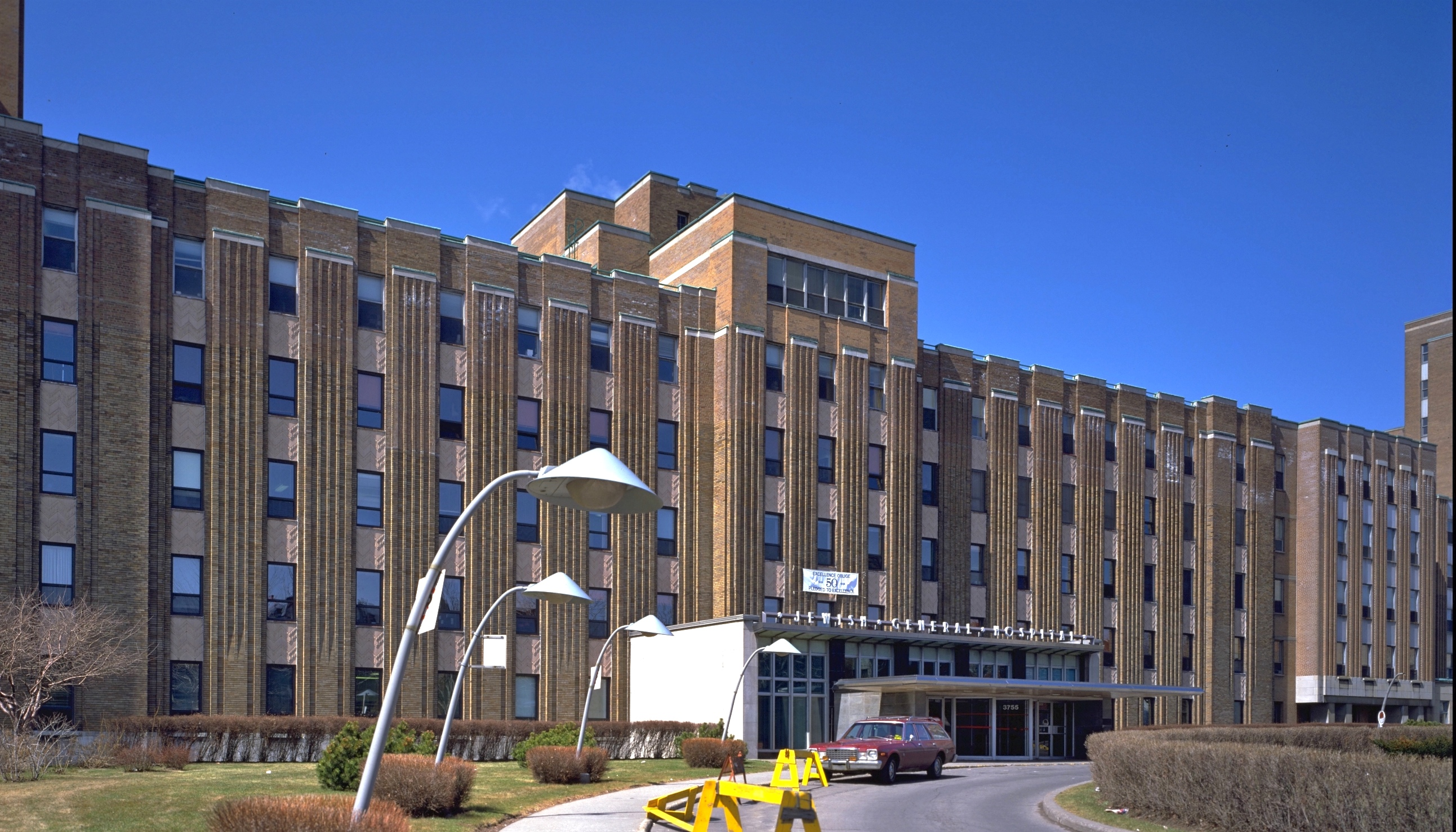
El Hospital General Judío (Jewish General Hospital) abierto en Montreal en 1934.

Al estallar la Primera Guerra Mundial, había aproximadamente 100 000 judeo-canadienses, de los cuales tres cuartas partes vivían en Montreal o Toronto. Muchos de los hijos de los refugiados europeos comenzaron como vendedores ambulantes, con el tiempo trabajando y haciéndose camino hasta establecer empresas, tales como minoristas y mayoristas. Los judeo-canadienses jugaron un papel esencial en el desarrollo de la ropa canadiense y la industria textil. La mayoría trabajaban como obreros en talleres de trabajo esclavo, mientras que algunos eran propietarios de instalaciones de fabricación. Los comerciantes y obreros judíos se extendían desde las ciudades hasta pequeños pueblos, construyendo sinagogas, centros comunitarios y escuelas a su paso.
A medida que la población crecía, los judeo-canadienses comenzaron a organizarse como una comunidad a pesar de la presencia de decenas de sectas rivales. El Congreso Judío Canadiense (en inglés: Canadian Jewish Congress, o por sus siglas CJC) fue fundado en 1919 como resultado de la fusión de varias organizaciones más pequeñas. El propósito de la CJC era hablar en nombre de los intereses comunes de los canadienses judíos y ayudar a inmigrantes judíos.

## Segunda Guerra Mundial (1939–1945)

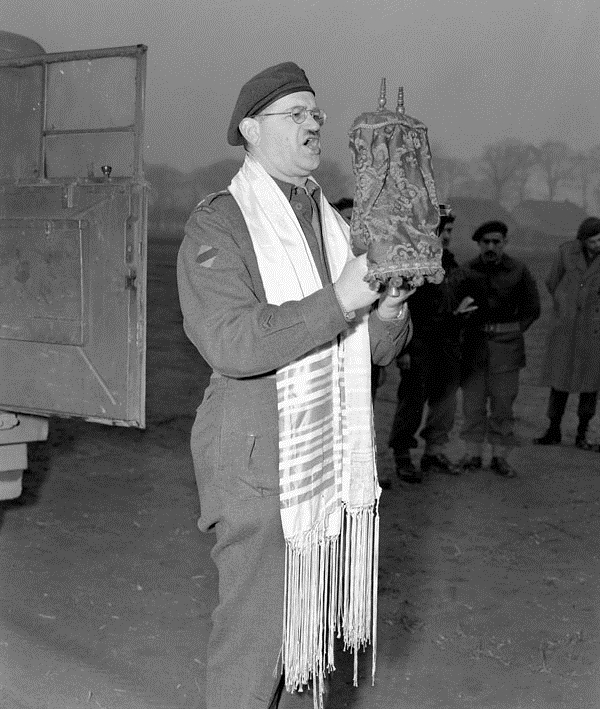
Soldados judíos pelearon en las fuerzas armadas de Canadá durante la Segunda Guerra Mundial.

Alrededor de veinte mil judeo-canadienses se ofrecieron como voluntarios para luchar por Canadá durante la Segunda Guerra Mundial.
En 1945, varias organizaciones se unieron para formar la "Orden Popular de los Judíos Unidos" (United Jewish Peoples' Order), que fue una de las mayores organizaciones judías fraternas en Canadá durante varios años.
Al igual que en los Estados Unidos, la respuesta de la comunidad a la noticia del Holocausto fue silenciada durante décadas. Bialystok (2000) sostiene que en la década de 1950 la comunidad estaba "prácticamente desprovista" de la discusión. Aunque uno de cada siete canadienses judíos eran sobrevivientes y sus hijos, la mayoría de los judeo-canadienses "no quería saber lo que pasó, y pocos supervivientes tuvieron el valor de decírselos." Bialystok argumenta que el principal obstáculo para la discusión era una incapacidad para comprender el evento. La conciencia surgió en la década de 1960, ya que la comunidad se dio cuenta de que el antisemitismo no había desaparecido.

## Posguerra (1945–1999)
Después de la guerra, Canadá liberalizó su política de inmigración. Alrededor de 40.000 sobrevivientes del Holocausto llegaron durante la década de 1940, con la esperanza de reconstruir sus vidas destrozadas. En 1947, el Círculo de Trabajadores (Workmen's Circle) y la Comisión Laborista Judía (Jewish Labour Committee) iniciaron un proyecto, encabezado por Kalmen Kaplansky y Moshe Lewis, para llevar a los judíos refugiados a Montreal, en la industria textil, llamada el Proyecto Sastres (Tailors Project). Ellos fueron capaces de hacer esto a través del programa bulk-labour, llevado a cabo por el gobierno federal, que permitía a industrias intensivas en mano de obra el traer europeos desplazados a Canadá, con el fin de llenar esos puestos de trabajo. Por el trabajo de Lewis en este y otros proyectos durante este período, la rama de Montreal recibió el nombre de Rama Moshe Lewis, tras su muerte en 1950. El brazo canadiense de la Comisión Laborista Judía también lo honró cuando establecieron la Fundación Moshe Lewis en 1975.

## Los judeo-canadienses en la actualidad

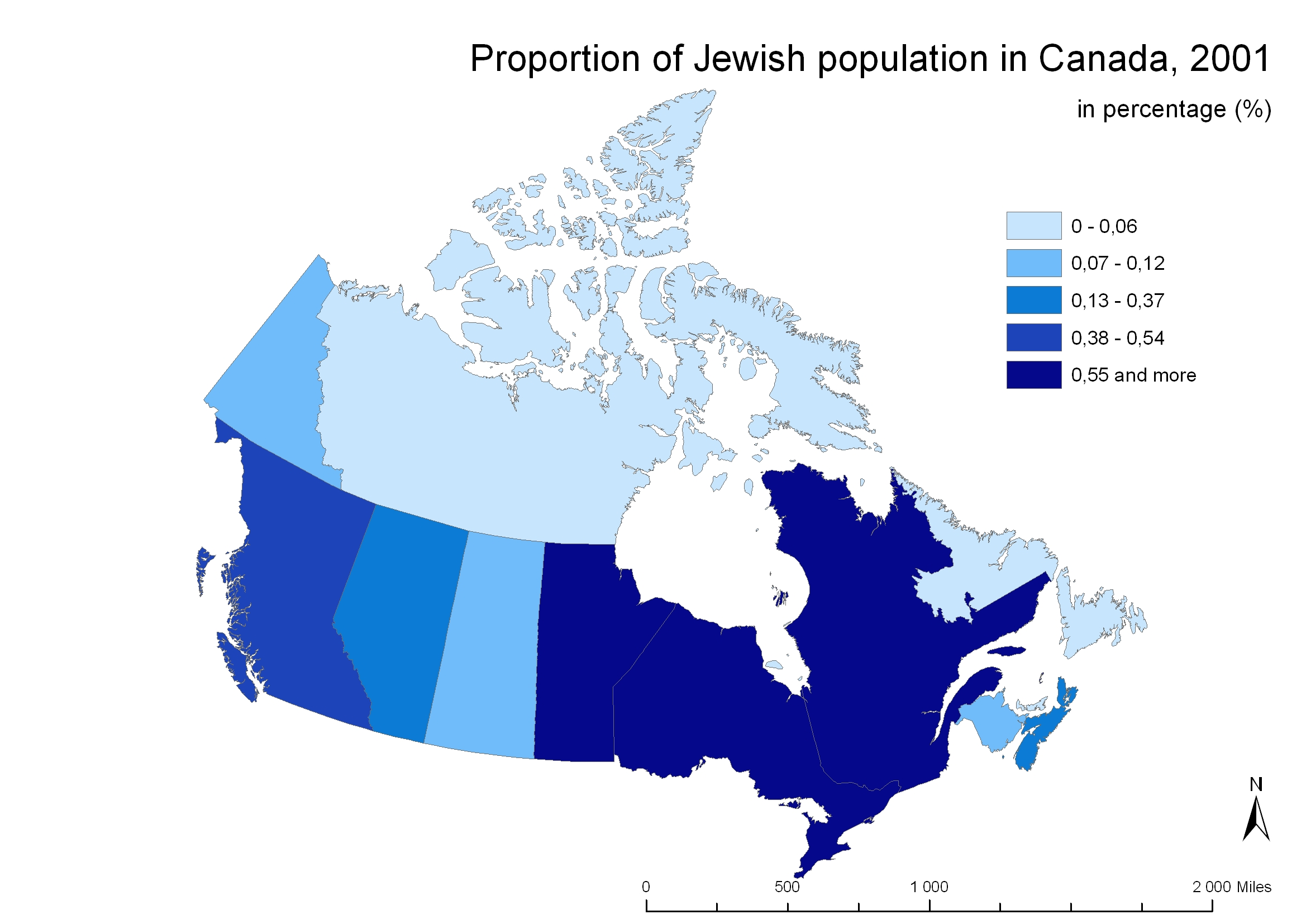
Porcentaje de población judía en Canadá, 2001 (sin el territorio de Nunavut).

Hoy en día la cultura judía en Canadá es mantenida por todos los judíos, aquellos que son practicantes y aquellos que optan por no practicar la religión. Casi todos los judíos en Canadá hablan uno de los dos idiomas oficiales, aunque la mayoría habla inglés. Sin embargo, no parece haber una clara división entre las comunidades asquenazí y sefardí en Quebec. Los asquenazíes mayormente hablan inglés, mientras que los sefardíes mayormente hablan francés. También hay un número grande en crecimiento que habla hebreo, además de hablarlo para las ceremonias religiosas, mientras que unos pocos mantienen el yidis con vida.
Los estudios recientes de la población nacional judía no se encuentran disponibles. De acuerdo a los estudios de población de Montreal y Vancouver, el 14% y el 22% son ortodoxos, el 37% y el 30% son conservadores y el 19% y el 5% son reformistas. El movimiento reformista es más débil en Canadá, especialmente en Quebec, en comparación con los Estados Unidos. Esto puede explicar la alta proporción de judíos canadienses que se identifican como no afiliado - 30% en Montreal y 28% en Vancouver - que es contraria al caso en los Estados Unidos. Al igual que en los Estados Unidos, la asistencia a la sinagoga regularmente es bastante baja - con menos de un cuarto de gente que asiste a la sinagoga una vez al mes o más. Sin embargo, los judeo-canadienses también parecen tener menores tasas de matrimonios mixtos que la comunidad judeo-estadounidense. Los datos del censo canadiense deben ser revisados con cuidado, ya que contienen categorías separadas para la religión y la etnia. Algunos canadienses se identifican como judíos étnicos, pero no religiosos.
La mayoría de los judíos de Canadá vive en las provincias de Ontario y Quebec, seguidos de la Columbia Británica, Manitoba y Alberta. Aunque Toronto es el mayor centro de población judía en el país, Montreal jugó este papel hasta que muchos judeo-canadienses anglófonos se fuesen a Toronto, temiendo el hecho de que Quebec pudiese dejar la federación como consecuencia del aumento durante la década de 1970 de los partidos políticos nacionalistas de Quebec, así como el resultado de la Ley de Idioma de Quebec. De acuerdo con el censo de 2001, 164 510 judíos vivían en Toronto, 88 765 en Montreal, 17 270 en Vancouver, 12 760 en Winnipeg, 11 325 en Ottawa, 6 530 en Calgary, 3 980 en Edmonton, y 3 855 en Hamilton.

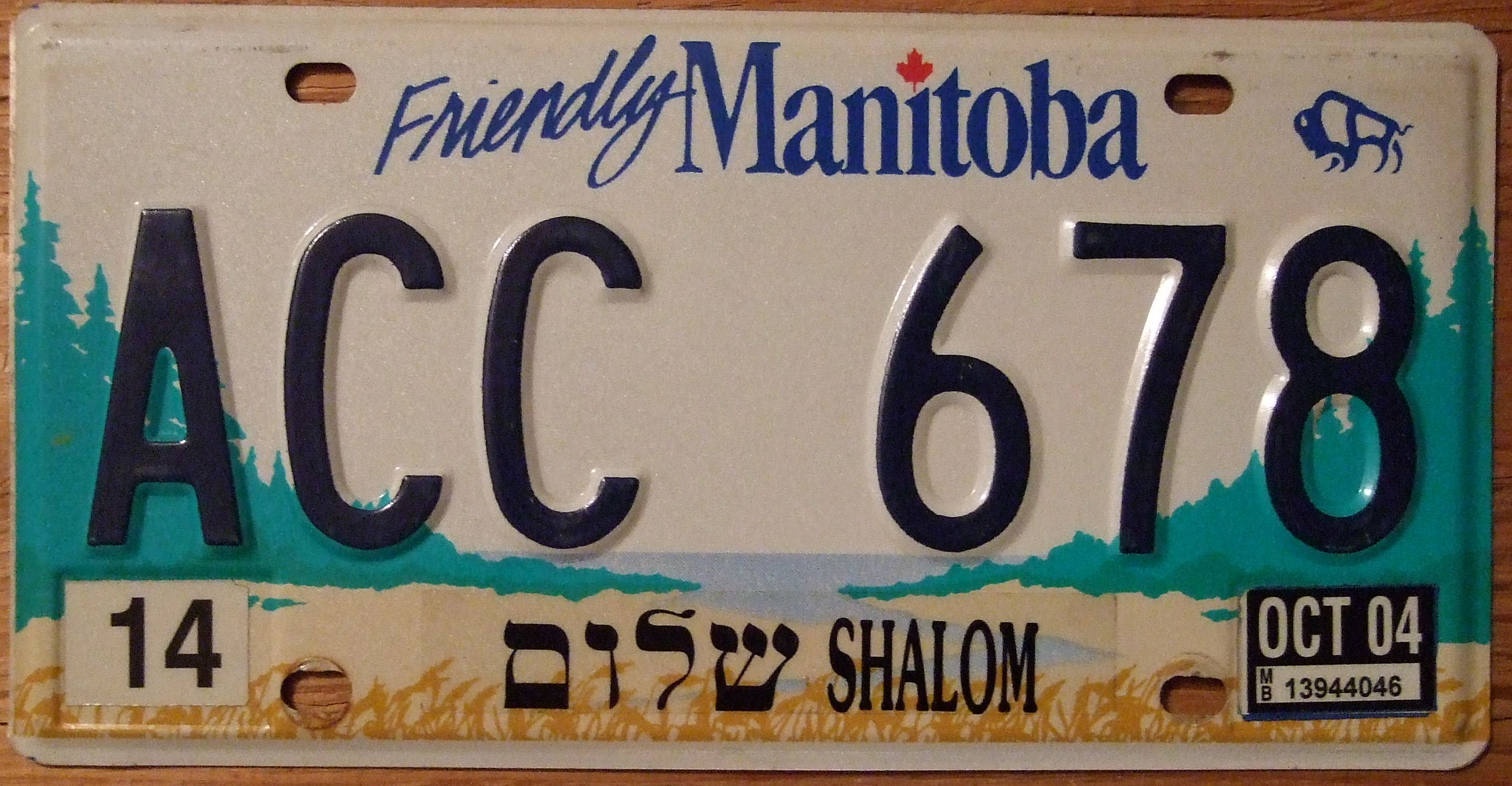
Una clásica matrícula de Manitoba con la palabra shalom escrita en la parte inferior, en inglés y en hebreo.
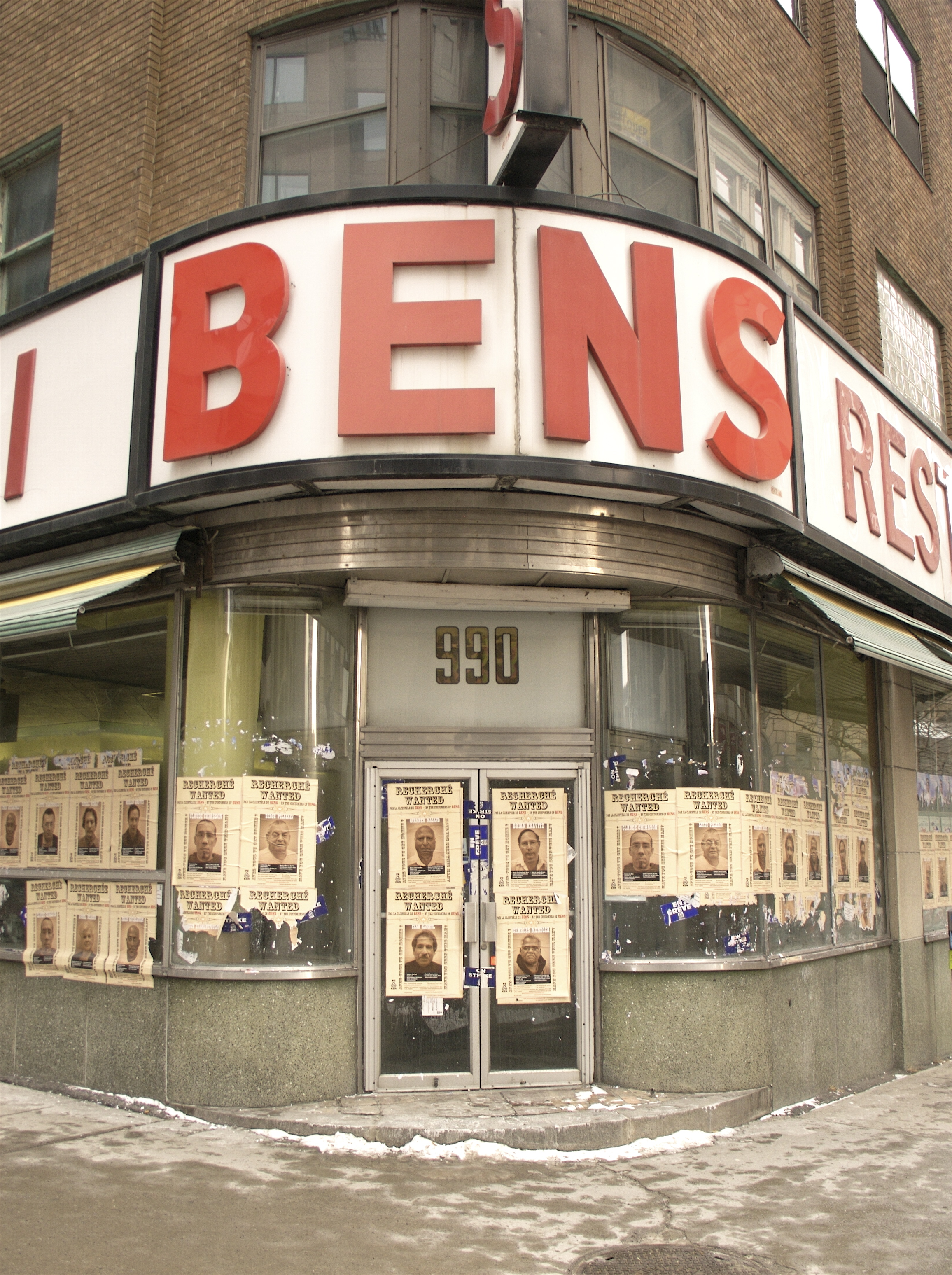
La casa de comidas Ben's Deli fue un icono de Montreal durante el siglo XX.
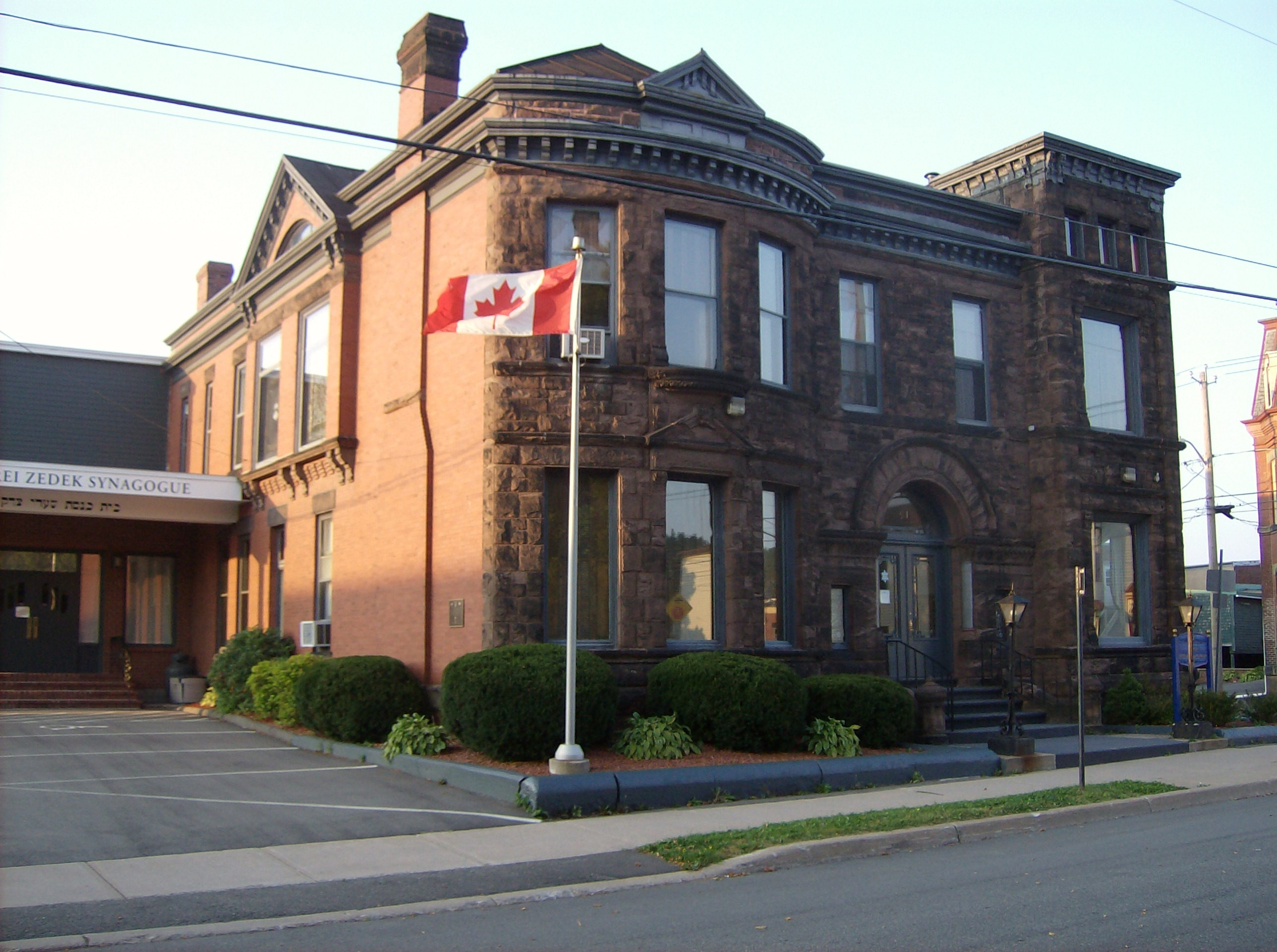
El Saint John Jewish Historical Museum en Saint John, Nuevo Brunswick.
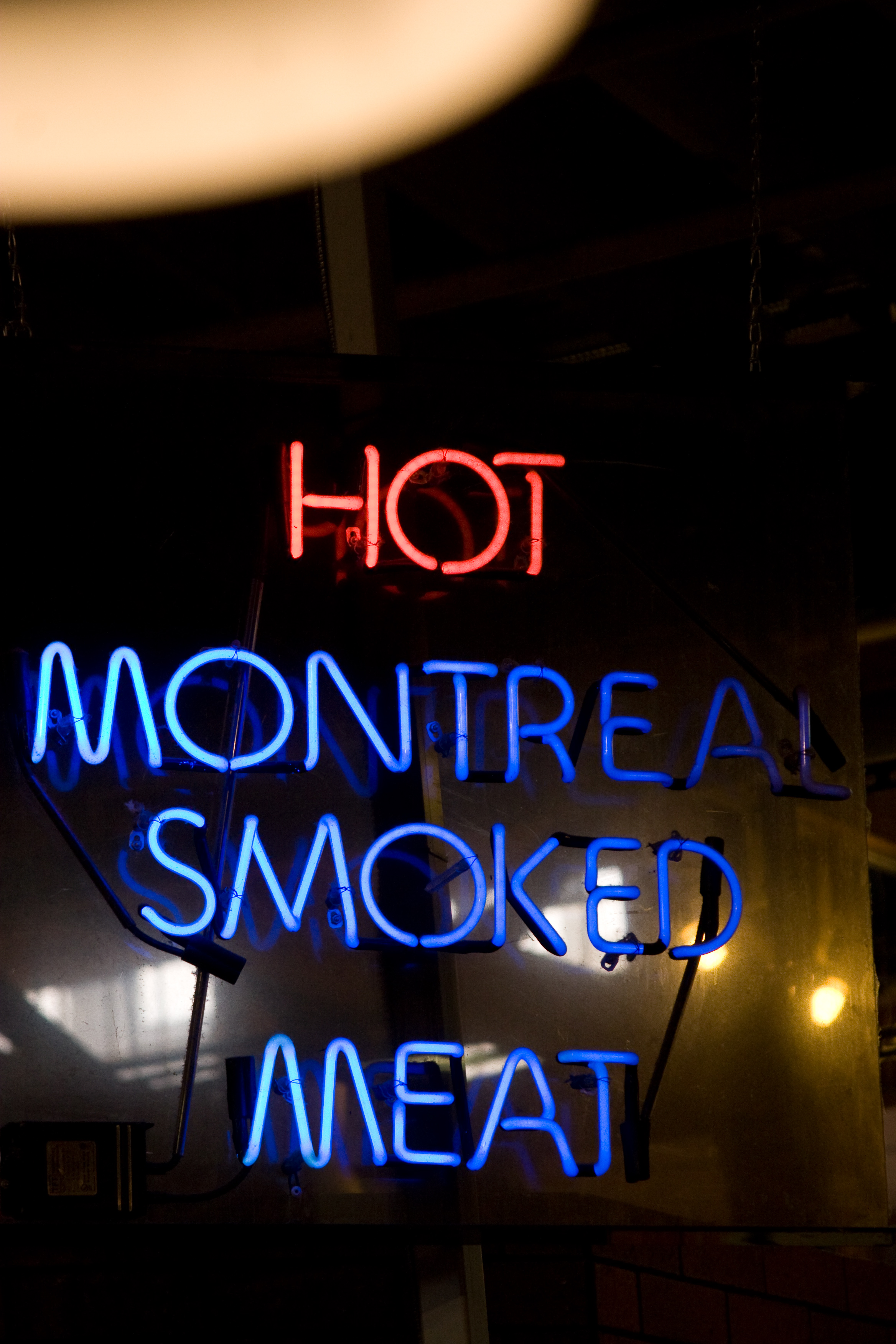
Un letrero en Siegel's Bagels, Granville Island, Vancouver.
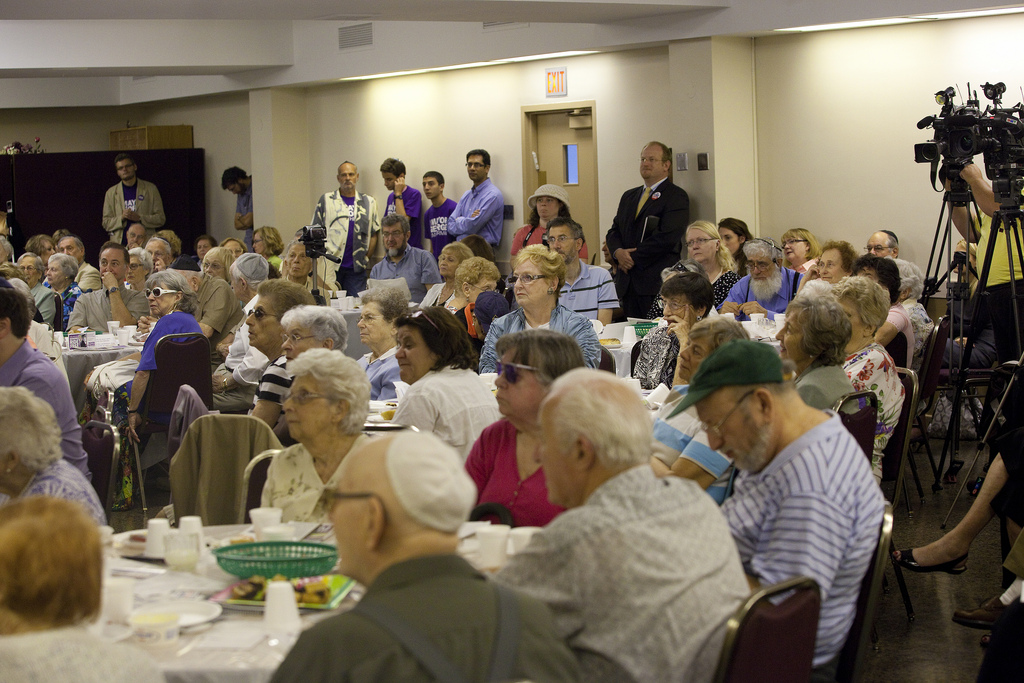
Association of Jewish Seniors/Canadian Jewish Political Affairs Committee organizando el debate de candidatos para la alcaldía de Toronto en 2010.
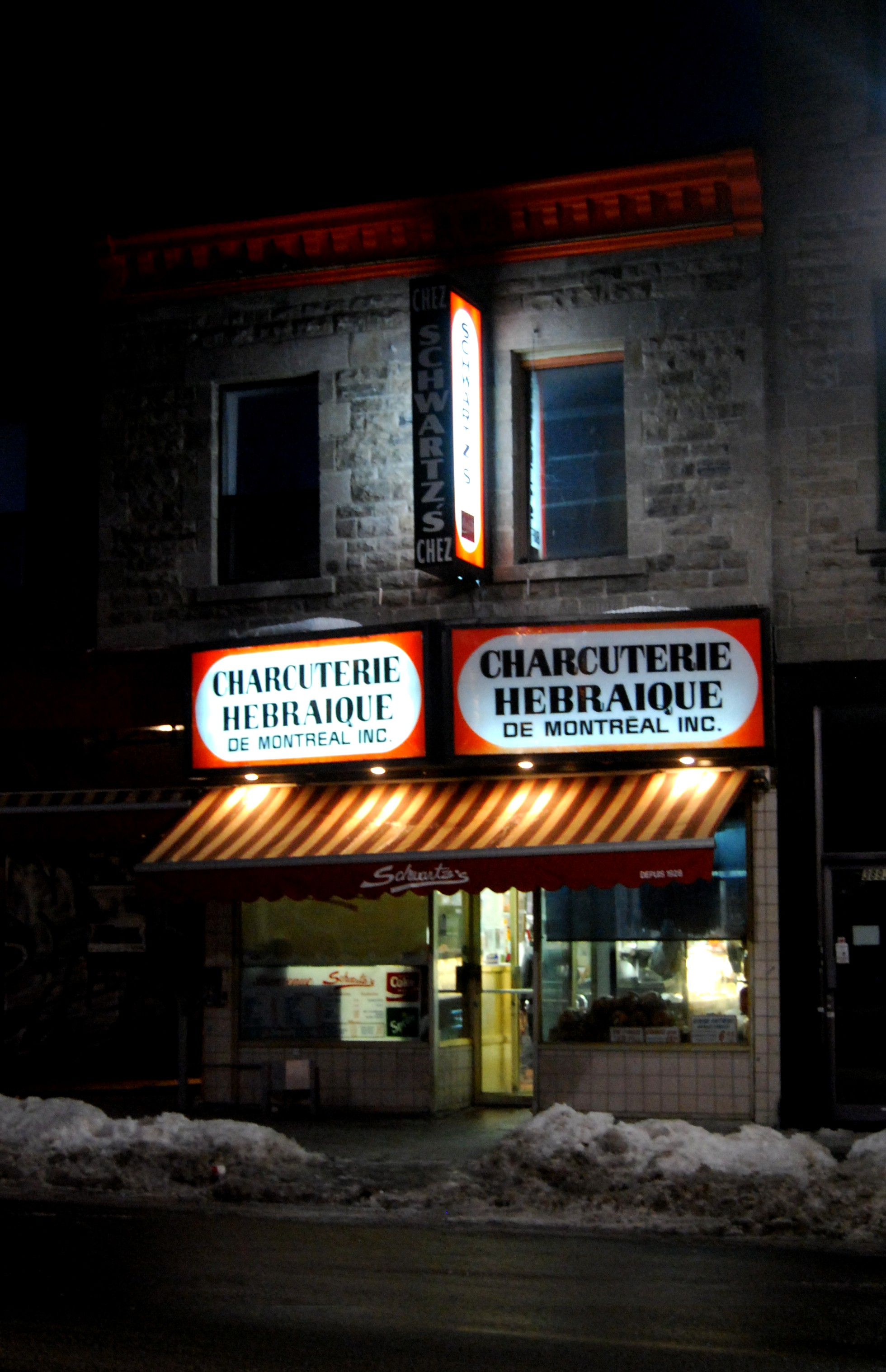
Charcutería Hebraica Schwartz's, una popular casa de comidas en Montreal.
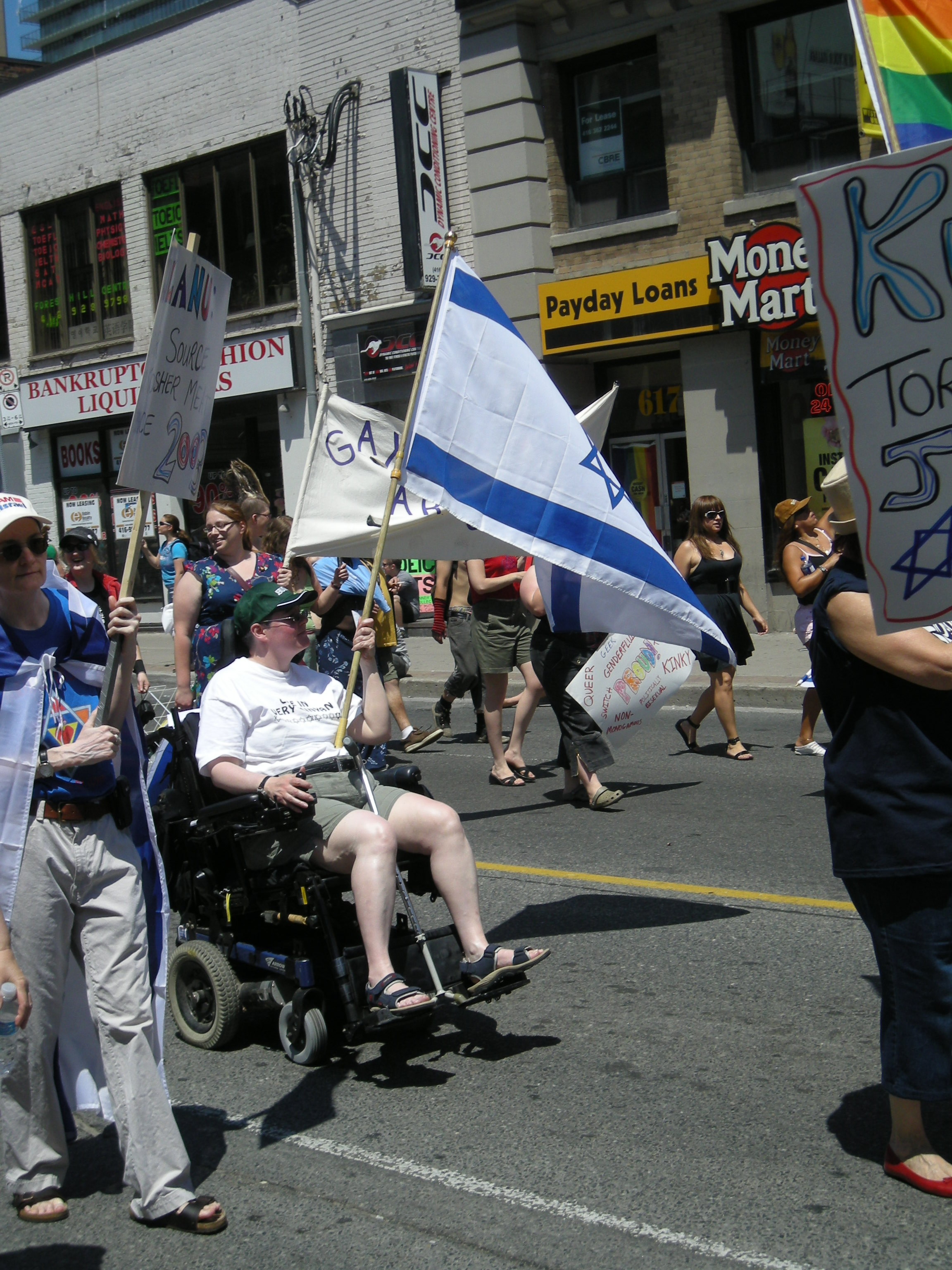
Miembros judíos del Desfile del Orgullo Gay 2009 en Toronto.

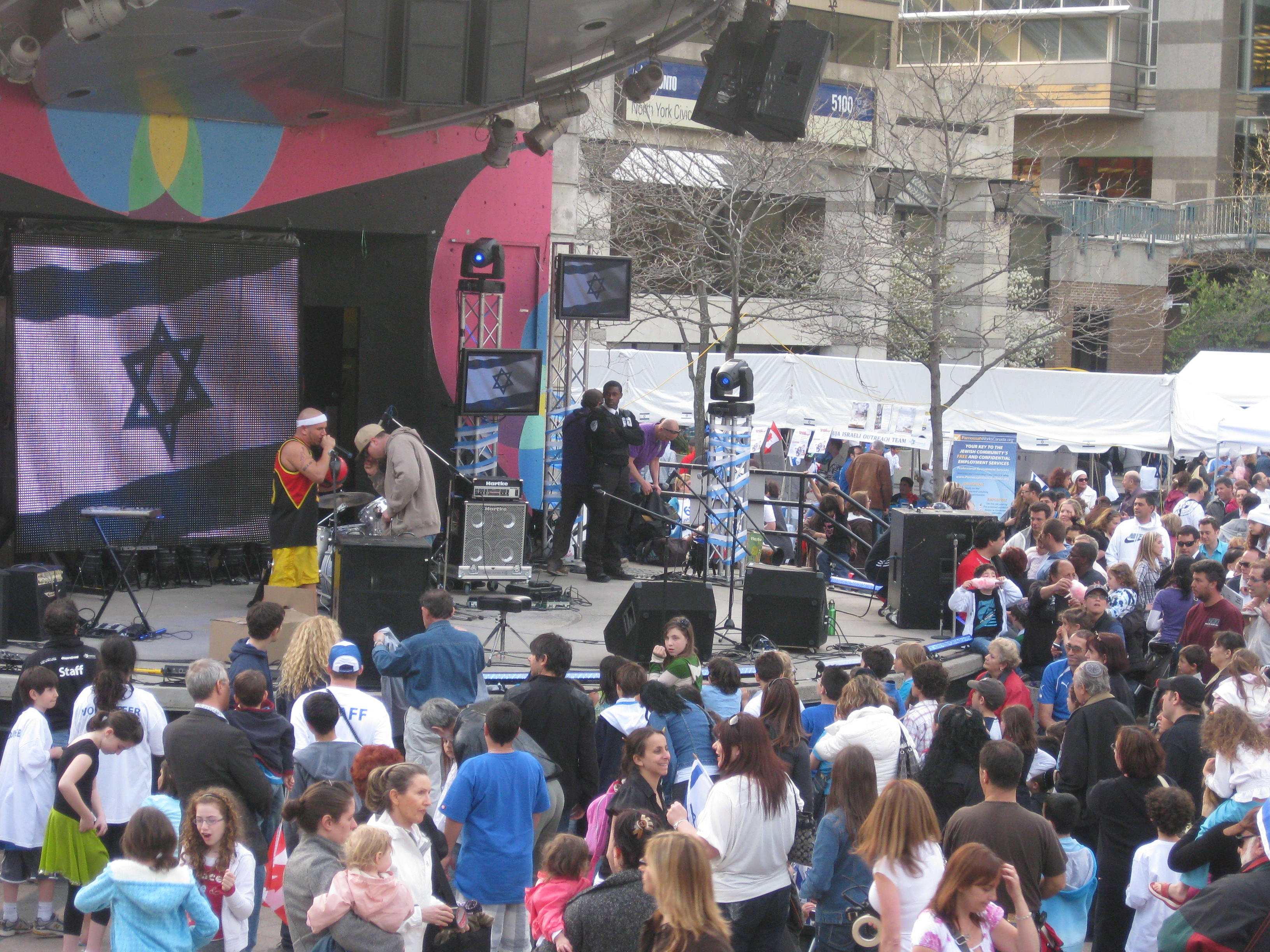
Celebraciones en Toronto por el Día de la Independencia del Estado de Israel (Yom Ha'atzmaut) en 2010.

La población judía está creciendo muy lentamente debido al envejecimiento y las bajas tasas de natalidad. La población de judeo-canadienses aumentó solo un 3,5% entre 1991 y 2001, a pesar de haber mucha inmigración proveniente de la ex-Unión Soviética, Israel y otros países. Recientemente, el antisemitismo se ha convertido en una preocupación cada vez mayor, con informes de incidentes antisemitas aumentando considerablemente en los últimos dos años. Esto incluye los comentarios antisemitas bien publicitados por David Ahenakew y Ernst Zündel. En 2009, la Coalición Parlamentaria Canadiense para Combatir el Antisemitismo fue establecida por los cuatro principales partidos políticos federales para investigar y combatir el antisemitismo, es decir, nuevo antisemitismo. Sin embargo, el antisemitismo es una preocupación de grado menor en Canadá dentro de la mayoría de los países con importantes poblaciones judías. La Liga de Derechos Humanos de B'nai Brith vigila los incidentes y prepara una auditoría anual de estos eventos.
Políticamente, las principales organizaciones judeo-canadienses son las basadas en la membresía de B'nai Brith de Canadá y el Congreso Judeo-canadiense (financiado a través de la United Jewish Appeal, la mayor campaña de caridad judía en Canadá) que proclaman ser la voz de la comunidad judía. Un equipo pequeño antisionista sin conexión con la comunidad judía organizada conocida como Voces Judías Independientes de Canadá señala que el CJC y B'nai Brith no hablan por la mayoría de los judeo-canadienses. Además, muchos judeo-canadienses simplemente no tienen conexión alguna con cualquiera de estas organizaciones. Diferentes puntos de vista de la comunidad judía se reflejan en los periódicos Jewish Tribune, el periódico semanario judío más grande publicado por B'nai Brith Canada, Canadian Jewish News, un semanario moderado de reflejo en general de la opinión del Congreso Judeo-canadiense, y la perspectiva de izquierda Outlook, publica seis veces al año. Los puntos de vista judíos del oeste de Canadá se reflejan en el semanario de Winnipeg, «The Jewish Post & News».
La tasa de natalidad de los judíos en Canadá es mucho más alta que en los Estados Unidos, con una tasa global de fecundidad de 1,91 según el censo de 2001. Esto se debe a la presencia de un gran número de judíos ortodoxos en Canadá. De acuerdo al censo, la tasa de natalidad y fecundidad global judía es superior a la de las poblaciones protestantes, católicos, ortodoxos (1.35), budistas (1.34), ateos (1.41), y los sijs (1,9), pero ligeramente inferior a la de los hindúes (2,05), y los musulmanes (2,01).
En el siglo XXI hubo un aumento con respecto a los incidentes antisemitas en Canadá con varios números de casos de vandalismo antisemita y despliegue de símbolos nazis en agosto de 2013 en Winnipeg y en el área metropolitana de Toronto.

## Demografía
| Provincia o territorio    | Judíos  | Porcentaje |
| ------------------------- | ------- | ---------- |
| Canadá                    | 309.650 |            |
| Ontario                   | 173 780 | 1.35%      |
| Quebec                    | 67 115  | 0.85%      |
| Columbia Británica        | 31 865  | 0.72%      |
| Alberta                   | 15 815  |            |
| Manitoba                  | 13 150  |            |
| Nueva Escocia             | 3 665   |            |
| Saskatchewan              | 2 325   | 0.02%      |
| Nuevo Brunswick           | 1 190   | 0.01%      |
| Terranova y Labrador      | 310     |            |
| Isla del Príncipe Eduardo | 210     | 0.14%      |
| Yukón                     | 175     | 0.51%      |
| Territorios del Noroeste  | 40      | 0.09%      |
| Nunavut                   | 15      | 0.04%      |

## Socioeconomía

### Educación
Hay alrededor de una docena de escuelas de día en Toronto y Montreal, así como una serie de yeshivot. En Toronto, cerca del 40% de los niños judíos asisten a las escuelas primarias judías y el 12% va a las escuelas secundarias judías.